# Jean-Guy Cardinal
Pour les articles homonymes, voir Cardinal.
Jean-Guy Cardinal, né le 10 mars 1925 à Montréal et mort le 16 mars 1979 à Québec, est un notaire, professeur et homme politique québécois. Il a été doyen de la Faculté de droit de l'Université de Montréal, membre du Conseil législatif du Québec (1967-1968), député (1968-1973, 1976-1979) et ministre de l'Éducation (1967-1970),,.

## Biographie
De 1950 à 1953, Jean-Guy Cardinal pratique le droit comme notaire à Lachine. En 1953, il entreprend une carrière dans l'enseignement du droit à la Faculté de droit de l'Université de Montréal, obtient un doctorat en droit en 1957, puis devient doyen de la Faculté de 1965 à 1967.
Le 31 octobre 1967, Jean-Guy Cardinal est nommé conseiller législatif de la division de Rougemont. Il démissionne du Conseil législatif pour se présenter député de l'Union nationale dans la circonscription de Bagot lors  de l'élection partielle du 4 décembre 1968.
Il est ministre de l'Éducation du Québec (31 octobre 1967 - 12 mai 1970) dans le cabinet des premiers ministres Daniel Johnson et Jean-Jacques Bertrand, puis premier ministre intérimaire du Québec (11 décembre 1968 - 20 janvier 1969).
Au printemps 1969, Jean-Guy Cardinal décide de contester le leadership du chef de l'Union nationale et premier ministre du Québec, Jean-Jacques Bertrand. Au congrès du parti tenu à Québec, le 22 juin, M. Cardinal est défait avec 42 % des votes des délégués, contre 58 % pour M. Bertrand.

### Loi 63
Fait tournant de sa carrière politique, le 23 octobre 1969, Jean-Guy Cardinal, alors ministre de l'Éducation dans le cabinet Bertrand, parraine « sans conviction » et « malgré lui » le controversé projet de loi 63, qui consacre le libre-choix de la langue d'enseignement.
C'est dans la foulée de la contestation étudiante qui va de l'automne 1968 au printemps 1969 au Québec, avec notamment l'Opération McGill français (28 mars 1969), et l'occupation du Cégep de Maisonneuve (avril 1969), que survient, en octobre 1969, le très vaste front commun contre la loi 63 (communément appelé bill 63 à l'époque).

« (…) Enfin, le jour où le parlement, transformé en forteresse gardée par la police, a adopté en troisième lecture le Bill 63, une bonne partie du milieu étudiant, qui ne croyait plus déjà beaucoup aux partis traditionnels ni au système parlementaire, a perdu définitivement ses illusions. Ainsi donc, un très fort mouvement d’opposition populaire qui avait agi du début à la fin pacifiquement et dans la plus stricte légalité, se trouvait du jour au lendemain écrasé par un simple vote majoritaire au parlement… Restaient trois voies entre lesquelles, depuis ce temps, les étudiants oscillent: le PQ, le FLQ ou l’indifférence, la fuite dans l’individualisme le plus total, intégration résigné au «système» (…). »

« C'est sans conviction que, ministre de l'Éducation, Jean-Guy Cardinal défend la loi 63 », écrit Guy Cormier, éditorialiste au quotidien La Presse, dans l'article qu'il consacre à M. Cardinal le jour des funérailles de celui-ci, le 19 mars 1979.
Lysiane Gagnon, correspondante parlementaire de La Presse à Québec dans les années 1970, précise de son côté la situation intenable dans laquelle Jean-Guy Cardinal se trouvait alors face à ce projet de loi :

« C'est contre son gré qu'il a dû parrainer le projet de loi 63 qui consacrait le laisser-faire dans le domaine de la langue d'enseignement. On a dit que le premier ministre (Jean-Jacques) Bertrand lui avait forcé la main en échange du règlement des dettes considérables qu'avait occasionné la course au leadership. Le jour du dépôt de ce projet de loi, Cardinal, déjà, avait commencé à changer. Humilié, réduit au silence, il évitait les journalistes. Ses collaborateurs étaient blancs de fureur. »

Il est réélu député du comté de Bagot aux élections générales de 1970 mais le parti de l'Union nationale est battu. Il ne se représente pas aux élections générales de 1973, préférant retourner à la pratique du droit et à l'enseignement à l'Université de Montréal. Aux élections générales de 1976, il brigue à nouveau les suffrages, sous la bannière du Parti québécois cette fois, et il est élu député du district électoral de Prévost. Le Premier ministre René Lévesque le nomme vice-président de l'Assemblée nationale, fonction dont il s'acquitte « avec sérénité et avec un souci constant de neutralité » et qu'il occupera jusqu'à sa mort en 1979.
Dans son bloc-notes du 19 mars 1979, Guy Cormier écrit :

« Il faisait partie du détachement de l'armée qui rendit les honneurs au général de Gaulle, lors du premier passage de celui-ci à Montréal en 1944. Plus tard, comme ministre, il eut plusieurs entretiens avec de Gaulle.
Terrassé en plein travail à son bureau de l'Assemblée nationale, dont il était le vice-président, Jean-Guy Cardinal est mort en quelque sorte en soldat. »

### Loi 101
Lysiane Gagnon, pour sa part, s'attarde au leadership que Jean-Guy Cardinal a exercé dans le débat sur la Loi 101, et au dénouement tragique d'une carrière commencée dans la passion et l'espoir :

« Pendant trois longs mois, à l'été 1977, il allait présider aux débats houleux de la commission parlementaire sur la loi 101. Sans partisanerie là non plus, avec sérieux et dignité, mais aussi parfois avec humour, faisant souvent passer, en juriste humaniste, l'esprit du règlement avant la lettre.
Présidant ce qu'il savait devoir être enfin le dernier débat et la dernière loi sur la langue au Québec, M. Cardinal avait à certains moments l'air d'un homme heureux. Le souvenir de ses échecs politiques et de la loi 63 qui l'avait miné s'estompait…. »

Puis la journaliste qui, à ce titre, avait bien connu Jean-Guy Cardinal, témoigne ainsi de la personnalité complexe et attachante de cet homme :

« (…) Cet homme n'était pas qu'ambition et goût du pouvoir. Il était émotif, vulnérable, moitié-notaire mais moitié-artiste; pour lui, la peinture était plus qu'un simple hobby.
Jean-Guy Cardinal, homme sensible, délicat, susceptible, tourmenté, n'avait pas le tempérament des bêtes politiques qui foncent et qui gagnent (…). »

Elle conclut ainsi:

« Il était toujours vêtu de bleu marine, impeccable, toujours courtois et tolérant, facilement accessible mais jamais trop familier (je crois d'ailleurs que c'était, au fond, un homme timide). Il avait toujours ce sourire fragile et doux-amer. Mais il paraissait plus serein, moins tourmenté qu'auparavant. On savait bien qu'il n'était pas en très bonne santé, et que la politique et peut-être la vie en général l'avaient usé prématurément. Je n'ai pas entendu en deux ans et demi une seule critique à son endroit. J'ai eu l'impression que tout le monde, au parlement, l'estimait et l'aimait. (…)
Ses premières années en politique furent passionnées, chaotiques, remplies de faux espoirs et d'amertume… mais ses dernières années en politique, il les a vécues dans la discrétion, avec un certain sourire aux lèvres, dans la dignité et, souhaitons-le, dans une certaine paix. »

Jean-Guy Cardinal avait épousé Jacqueline Boisvert à Montréal, le 14 juillet 1951. De cette union sont nés Pierre, Dominique, André, Francine et Marie-Josée Cardinal. Il a ensuite épousé Julienne (Julie) Meilleur à Québec, le 30 novembre 1972. De cette deuxième union sont nés Catherine et François Cardinal. Il a été inhumé à Sainte-Foy, dans le cimetière Notre-Dame-de-Belmont, le 19 mars 1979.